# Ellos (banda)
Ellos fue un grupo de música pop afincado en Madrid compuesto por Santi Capote y Guille Mostaza. Se inscriben en la corriente musical que denominaron, como broma privada, "pop cabrón", con mucho empleo de guitarras y sintetizadores, letras ácidas y mordientes repletas de estribillos pegadizos e influencias dispares. 
Desde 2015, tras la autoedición en forma de micromecenazgo de su quinto disco Pop cabrón, sus componentes han abordado proyectos en solitario aparcando su actividad conjunta.

## Biografía
Guille Mostaza y Santi Capote se establecen con el nombre de Ellos en Madrid, en 1999, fecha en la que graban su primera y única maqueta, Deberías cambiar de opinión. Grabada en el dormitorio de Mostaza, utilizando un cuatro pistas y equipo prestado, se editan 300 casetes que cuentan con una amplia difusión en los mentideros musicales más inquietos del momento.

Allá por el año 1999-2000, nos inventamos eso de «pop cabrón», porque se llevaba mucho lo de poner etiquetas. Nos preguntaban: «¿Y qué música hacéis?». Y decíamos: «Pues pop cabrón». Tenemos esta pequeña fórmula de hacer melodías muy pop, muy coloridas, pero con letras ácidas e hirientes. A la gente le caló mucho porque es lo que nos siguieron preguntando en todas las entrevistas que hemos hecho en estos últimos quince años.
Guille Mostaza (2014) 

Cuatro meses después de grabar esa maqueta firman un contrato con Subterfuge Records con quienes editan dos discos. En 2001 se publica su disco de debut, Lo Tuyo No Tiene Nombre, producido conjuntamente con Luis Carlos Esteban. Contiene alguno de sus temas más emblemáticos como «Tú Primero», «En Tu Lista» o, especialmente, «Diferentes», que definirían la manera de componer del dúo: amor por los sintetizadores analógicos y las guitarras de los 90, melodías redondas acompañadas de letras mordientes, algo ácidas y suficientemente indeterminadas para ser entendidas desde varios puntos de vista. Semanas más tarde diferentes medios abordan el debut del grupo y emprenden su primera y extensa gira de presentación en salas y festivales como Benicàssim, Contempopranea o Primavera Sound. «Este es uno de esos grupos que van a dar mucho que hablar, préstenles atención» dijo Rafa Cervera (El País) casi a la vez que su foto aparecía en portada de uno de los suplementos más leídos del país.

Me hace gracia buscar un formato bailable y aparentemente colorista pero que luego, si escuchas las letras, de toda la vida han sido un drama. Es casi como un paquete bomba, tienen dentro un mensaje muy diferente a lo que se ve por fuera. Algo como muy ácido y tocahuevos, esa es la palabra.
Guille Mostaza (2014) 

En 2003 se publica su segundo y último disco en Subterfuge, Ni lo sé, ni me importa: una colección de doce canciones en la que se confirma la capacidad de Mostaza como letrista y su presencia como frontman del grupo. Capote, tímido, sobrio y solemne ejerce una suerte de contrapunto ante la explosión de rabia melancólica de su cantante. En el álbum, producido por el grupo, se incluyen canciones como «Zona Vip», «Campeón» o «Hermético». Con un sonido más elaborado, y algo más agresivo que en su primer disco, participaron en varios festivales y obtuvieron reseñas positivas en revistas especializadas. «Si fuesen ingleses serían estrellas» dijo Nacho Canut y eligió este disco como su favorito del año.

"Nosotros siempre hemos preferido una carrera larga y de fondo. Cuando empezamos el grupo, nuestro objetivo era durar mogollón de tiempo, y está siendo así. Eso se debe a que no hacemos concesiones a grandes marcas, a esponsors publicitarios… tenemos una actitud bastante poco complaciente, las cosas como son, y siempre estamos y estaremos ahí abajo. La leyenda esa de: ‘¡Este año lo vais a petar!’, es algo que llevo oyendo toda la vida y nunca ocurre, pero tampoco lo buscamos. De momento nos va bastante bien, de hecho ahora nos va mejor que nunca."
Guille Mostaza (2014) 

Cinco años después, en 2008, el dúo ficha por la discográfica Pias Spain que publica su tercer larga duración: Qué fue de ellos. David Kano fue el coproductor de este disco, siendo, como el propio grupo define, el más oscuro de su carrera. La música se vuelve más profunda, el sonido más compacto, las guitarras cobran ese peso que antes no tenían, las letras se atreven a contar lo que antes no quisieron e incluso, por primera vez, invitan a músicos para enriquecer la grabación. Canciones como «El Anillo», «Lo Dejas o Lo Tomas» o «No Te Enamores» vuelven a demostrar la extraña facilidad del grupo para ir más allá en sus canciones sin perder ni un ápice de su propia identidad. «Sin duda alguna su mejor disco, tienen talento y cosas que decir. Estoy deseando ver hacia dónde evolucionan en su siguiente paso» dice Jota Rodríguez (Los Planetas). A finales de 2008 se unen a la banda de directo los músicos Javier Geras (bajo), Tonio Martínez (batería) y José Sánchez-Sanz (arreglista orquestal y teclados).

Combinado con un arsenal de guitarras y sintetizadores dignos de colección, hace prometer que este será en términos de sonido y producción el disco más rotundo de la discografía de Ellos.
Pias Spain (2007) 

El 25 de octubre de 2010 salió a la venta el álbum Cardiopatía severa. Editado por la compañía Pías fue grabado entre 2009 y 2010 y masterizado en Londres por Kevin Metcalfe. Destaca por contar con la colaboración de varios artistas de amplia trayectoria en la música independiente de España. Jota, del grupo Los Planetas y Grupo de Expertos Solynieve, participa en la canción «Mientes»; Cristina Plaza, de Clovis, y Javi Sánchez, de La Buena Vida, en el tema «Justicia Cósmica»; los componentes de Lori Meyers, Ale y Noni, participan en el tema «Aún No Lo Sé». El disco también incluye arreglos de cuerda a cargo de la Orquesta sinfónica de Bulgaria. 

Pretendemos que sí, que esto sea como un experimento. Si sale bien, repetiremos. Siempre hemos querido hacer lo de las cuerdas, aunque luego dé miedo. Es algo nuevo. Ilusión sí nos hacía y mucha.
Guille Mostaza (2011) 

En 2013 salen a la venta dos nuevos maxi-singles, «Lengua viperina» y «Aunque te rías de mí», con los que inician una campaña de micromecenazgo para publicar su quinto y último disco: Pop Cabrón. Con un sonido que la crítica calificó como «inspirado en la década de los años 80 con guiños a sonidos puntuales de Mecano, New Order o Kraftwerk», toda la confección y elaboración del disco recayó en el dúo. También participaron artistas como el cantante Iván Ferreiro, en la canción «Extraña Melodía»; Mariana Montenegro, del dúo chileno Dënver, en las canciones «Tu Tiempo Está Acabando» y «No Finjas»; o los gemelos Fede y el realizador Fran Gas se encargaron de bajo y batería en el que fuera primer sencillo «O tú ó él o yo». Durante su presentación en directo también cosecharon críticas mayoritariamente positivas destacando el oficio y la experiencia mostrada en el escenario.

La grabación de Pop Cabrón fue extenuante, tuve que ocuparme casi de todo y a la vez construir Alamo Shock prácticamente solo. De hecho tenía tanto follón que pedí a mi compañero que me echara una mano escribiendo y componiendo una canción él solo y que la cantase, aquella primera vez le motivó para lanzarse ahora a hacer cosas en solitario. No me apetecía volver a sacar otro disco y repetir otra vez todo el proceso de aquella manera, así que decidí invertir mi energía en esto que estoy haciendo ahora. Han sido dieciocho años de carrera en los que ha habido penas y alegrías pero al final me quedo con todo lo que aprendí y la de gente que he conocido a lo largo de todo ese tiempo.
Guille Mostaza (2017) 

A finales de 2015 los componentes de Ellos emprendieron su andadura musical por separado. Guille Mostaza en su labor de productor en el estudio de grabación Alamo Shock y en un nuevo grupo, creado conjuntamente con Frank Galvez, denominado Mostaza Galvez. Santi Capote estrenó su primer sencillo en solitario «Exorcismo» y ya en 2016 el EP Echa a correr. Aunque no se publicó un comunicado oficial anunciando su disolución ambos músicos afirmaron en sendas entrevistas de 2016 y 2017 que Ellos era un proyecto que estaba aparcado.

Ahora mismo he cambiado de ciudad, estoy viviendo en Barcelona que es una ciudad estupenda en la que siempre hay cosas para hacer y en la que estoy conociendo mucha gente nueva, entre los que están algunos de los que estoy incorporando a la banda con la que tocaré en directo y de momento Ellos está aparcado.
Santi Capote (2016) 

Sí, ambas partes lo damos por finiquitado. Mi excompañero se ha ido a Barcelona con su mujer a abrir una pizzería con muy buena pinta, está empezando a hacer canciones y a cantar, que es lo que él quería. Yo siempre le animé a que cantase, compusiese y escribiera canciones así que me alegro de que por fin se haya animado a hacerlo, ojalá le vaya tan bien como nos fue en Ellos. Por otro lado a mí se me hacía cada vez más cuesta arriba echarme tanto trabajo a la espalda mientras que lo que me apetecía era producir otros grupos y componer música con una sonoridad y registro más variado
Guille Mostaza (2017) 

## Discografía

### Álbumes
- Lo tuyo no tiene nombre, producido por Ellos y Luis Carlos Esteban (Subterfuge Records, 2001)
- Ni lo sé, ni me importa, producido por Ellos (Subterfuge Records, 2003)
- Qué fue de ellos, producido por Ellos y David Kano (Pias Spain, 2008)
- Cardiopatía severa, producido por Ellos (Clifford Records - Pias Spain, 2010)
- Pop cabrón, producido por Ellos (Heike Records, 2014).

### Sencillos
- «Deberías Cambiar De Opinión» (EP), producido por Ellos (autoeditado, 1999)
- «Diferentes» (Subterfuge Records, 2001)
- «En Tu Lista» (Subterfuge Records, 2001)
- «Tú Primero» (Subterfuge Records, 2001)
- «Hermético» (Subterfuge Records, 2003)
- «Campeón» (Subterfuge Records, 2003)
- «Zona Vip» (Subterfuge Records, 2003)
- «Lo Dejas O Lo Tomas» (Pias, 2008)
- «El Anillo» (Pias, 2009)
- «Cerca» (Pias, 2011)
- «Hasta El Final» (Pias, 2012)
- «Aunque Te Rías De Mí» (Clifford Records, 2013)
- «Lengua Viperina» (Clifford Records, 2013)
- «O Tú O Él O Yo» (Clifford Records, 2015)
- «No Finjas» (Clifford Records, 2015).

### Apariciones en recopilatorios
- Stereoparty 2001 — «83»
- Stereoparty 2002 — «Tú primero»
- Stereoparty 2003 — «Cuélgalo»
- Stereoparty 2004 — «Zona VIP»
- Stereoparty 2005 — «Campeón»
- Caña Latina 2001 — «Diferentes»
- Wintercase 2003 — «Zona VIP»
- Benicassim 2001 — «Diferentes»
- Benicassim 2003 — «Imposible»
- BAM 2003 — «Imposible»
- En tu fiesta me colé — «Quédate en Madrid»
- Directo al corazón — «Diferentes»
- Amigos de el diablo — «Diferentes»
- De Benidorm a Benicassim — «Pero él se ríe de mí».

## Videoclips
- «Diferentes»
- «En tu lista»
- «Tú primero»
- «Campeón»
- «Lo dejas o lo tomas»
- «El anillo»
- «Cerca»
- «Hasta el final»
- «Mientes»
- «Lengua viperina»
- «Huesos»
- «Aunque te rías de mí»
- «O tú o él o yo»
- «No finjas»